# 535
535 (DXXXV) var ett normalår som började en måndag i den julianska kalendern.

## Händelser
- Klimatavvikelsen 535-536

### Maj
- 13 maj – Sedan Johannes II har avlidit en vecka tidigare väljs Agapetus I till påve.

## Födda
- Sigibert I, frankisk kung av Austrasien 561–575.
- Theodebald I, frankisk kung av Reims 548–555.

## Avlidna
- 8 maj – Johannes II, född Mercurius, påve sedan 533.
- Amalasuntha, ostrogotisk drottning.